# 北马其顿车辆牌照

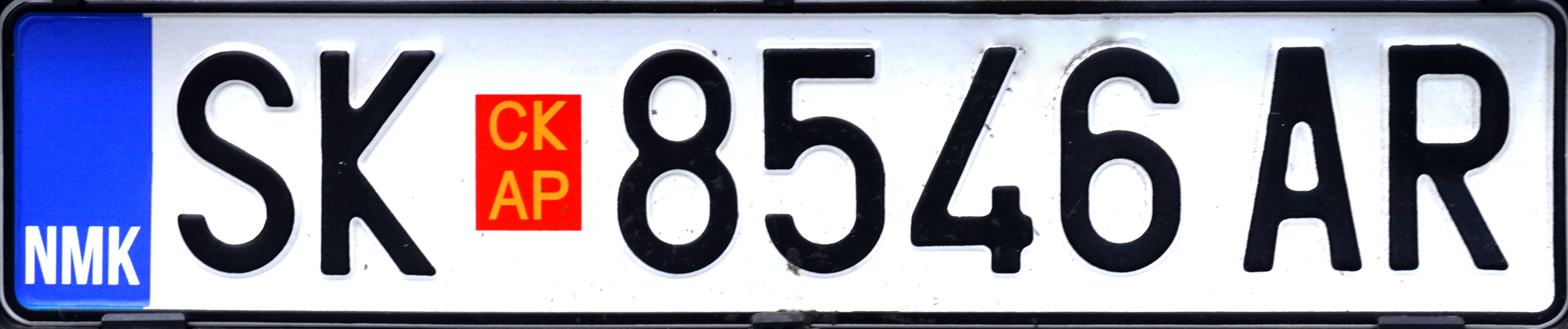
北马其顿時期車牌（2019 年 2 月–）

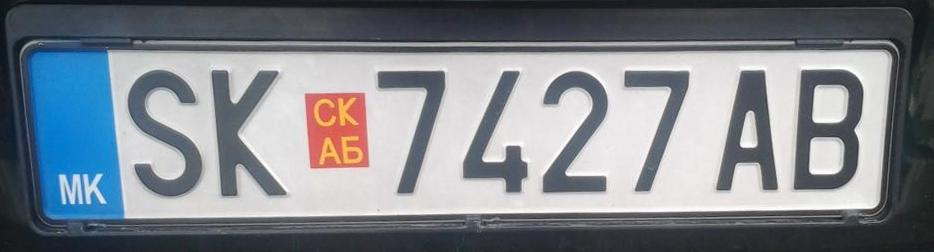
马其顿共和国時期車牌（2012–2019）

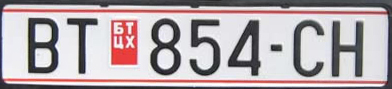
马其顿共和国時期車牌（1993-2012）

北馬其頓车牌是指北馬其頓的車輛號牌，它包含两个字母的地区（北馬其頓國內地區）代码以及4位数字（2012年之前是3位）和两个字母的字母代码，例如SK 1234 AB就是一個北馬其頓的車牌號。北馬其頓标准車輛牌照尺寸为520×110毫米（20.5英寸×4.3英寸）。车牌左侧的蓝色区域（2012年引入藍色區域）為北馬其頓的国家代码NMK（ 2019年2月北馬其頓改名前是MK）。